# Seeham
Seeham – gmina w Austrii, w kraju związkowym Salzburg, w powiecie Salzburg-Umgebung. Według Austriackiego Urzędu Statystycznego liczyła 1783 mieszkańców (1 stycznia 2015).